# スプリッターコア
スプリッターコア (Splittercore) は、ガバから派生した電子音楽のスタイルであり、ハードコアテクノの一つである。

## 概要
BPM800以上の非常に高速なビートと、インダストリアルを連想させるノイズやクラッシュ音が多用される点が特徴である。
中にはスピードコアと呼ばれるものもある。
また、1000BPMを超えるものはエクストラトーンと呼ばれることが多い。
ドイツのアーティスト、Pengoが自サイトにジョークでアップしたスピードコアミックスの「Splittercore mix」という名前が起源とされている。